# 皇家普魯士
皇家普魯士（又譯為王室普魯士），或稱波屬普魯士，是波蘭立陶宛聯邦依照1466年《第二次托伦和约》從條頓騎士團國獲得的領土所建立的省，範圍大約涵蓋東波美拉尼亞，包含但澤城，庫爾默蘭地區包含庫爾姆城和托恩城，維斯瓦河低地地區包含埃尔宾城和馬林堡城，瓦尔米亚采邑主教区包跨首府阿伦施泰因。這些區域皆是第二次托倫和約中由條頓騎士團國轉讓給波蘭。直到1569年盧布林聯合之前此區域一直享受充分自治。1569年後，由波蘭立陶宛聯邦中的波兰王国王冠领地直接統治。
行政上來說，皇家普魯士與大波蘭、馬佐夫舍省、宛茲卡省、謝拉茲省、行省首府波茲南同屬於大波蘭行省。

## 參照
1. 1 2  Anton Friedrich Büsching, Patrick Murdoch, A new system of geography, London 1762, p. 588 Google Books （页面存档备份，存于）
2. ↑  Zygmunt Gloger. . Harvard Slavic humanities preservation microfilm project  (编). . Wydawnictwo Polska. 1900: 82, 144  [2016-01-13]. （原始内容存档于2014-10-29） （波兰语）.
3. ↑  （德文） Polnisch-Preußen – State Constitution of Polish-Prussia (see: Excerpt （页面存档备份，存于） in the publication of 1764, p. 581)